# Liste der Ehrenbürger von Burgas
Der Stadt- bzw. der Gemeinderat von Burgas verleiht an besonders verdienstvolle Bürger der Stadt eine Ehrenbürgerschaft, die mit einem Eintrag ins Ehrenbuch der Stadt verbunden ist.
Hinweis: Die Auflistung erfolgt chronologisch nach Datum der Zuerkennung, sie ist jedoch nicht vollständig.

## Die Ehrenbürger der Stadt Burgas
| Jahr | Name (Lebensdaten)               | Verdienste/Bemerkungen                                       | Bild                                 |
| ---- | -------------------------------- | ------------------------------------------------------------ | ------------------------------------ |
| 1945 | Kimon Georgiew (1882–1969)       | bulgarischer Ministerpräsident                               |                                      |
| 1947 | Anton Jugow (1904–1991)          | bulgarischer Außenminister; 1991 Ehrenbürgerschaft aberkannt |                                      |
| 1963 | Prodan Gardschew (1936–2003)     | Ringer, Weltmeister                                          |                                      |
| 1963 | Walentina Tereschkowa (* 1937)   | sowjetische Kosmonautin                                      |                                      |
| 1963 | Waleri Bykowski (1934–2019)      | sowjetischer Kosmonaut                                       |                                      |
| 1963 | Juri Gagarin (1934–1968)         | sowjetischer Kosmonaut                                       |                                      |
| 1963 | Leonid Breschnew (1906–1982)     | sowjetischer Politiker; 1989 Ehrenbürgerschaft aberkannt     |                                      |
| 1963 | Tichon Chrennikow (1913–2007)    | Vorsitzender des Bundes der sowjetischen Komponisten         |                                      |
| 1985 | Rajna Kabaiwanska (* 1934)       | Operndiva                                                    |                                      |
| 1994 | Slatko Jankow (* 1966)           | Fußballspieler                                               |                                      |
| 1995 | Georgi Kalojantschew (1925–2012) | Schauspieler                                                 |                                      |
| 1998 | Georgi Baew (1924–2007)          | Maler                                                        |                                      |
| 2000 | Georgi Kostadinow (* 1950)       | Boxer, Olympiasieger von 1972                                |                                      |
| 2000 | Damjan Saberski (1929–2006)      | Maler                                                        |                                      |
| 2000 | Petja Dubarowa (1962–1979)       | Dichterin                                                    | Petya Dubarova aged 16 - Restoration |
| 2001 | Alexander Jankow (1924–2019)     | Jurist                                                       |                                      |
| 2001 | Iwan Karajotow (1941–2018)       | Archäologe, Historiker und Philologe                         |                                      |
| 2005 | Scheni Patewa (1878–1955)        | Frauenrechtlerin                                             |                                      |
| 2001 | Recep Küpçü (1934–1976)          | Dichter, Schriftsteller und Journalist                       |                                      |
| 2009 | Ljuben Petkow (1939–2016)        | Autor, Schriftsteller und Journalist                         |                                      |
| 2011 | Boschidar Dimitrow (1945–2018)   | Historiker und Politiker                                     |                                      |
| 2011 | Dimitar Dimitrow (* 1959)        | Fußballtrainer                                               |                                      |